# پیتر اوکانر (ورزشکار)
پیتر اوکانر (انگلیسی: Peter O'Connor; ۲۴ اکتبر ۱۸۷۲ – ۹ نوامبر ۱۹۵۷) ورزشکار دو و میدانی اهل جمهوری ایرلند بود.